# March 721
La March 721 è una monoposto di Formula 1 costruita dalla scuderia britannica March Engineering per partecipare al campionato mondiale di Formula 1 1972.

## Descrizione

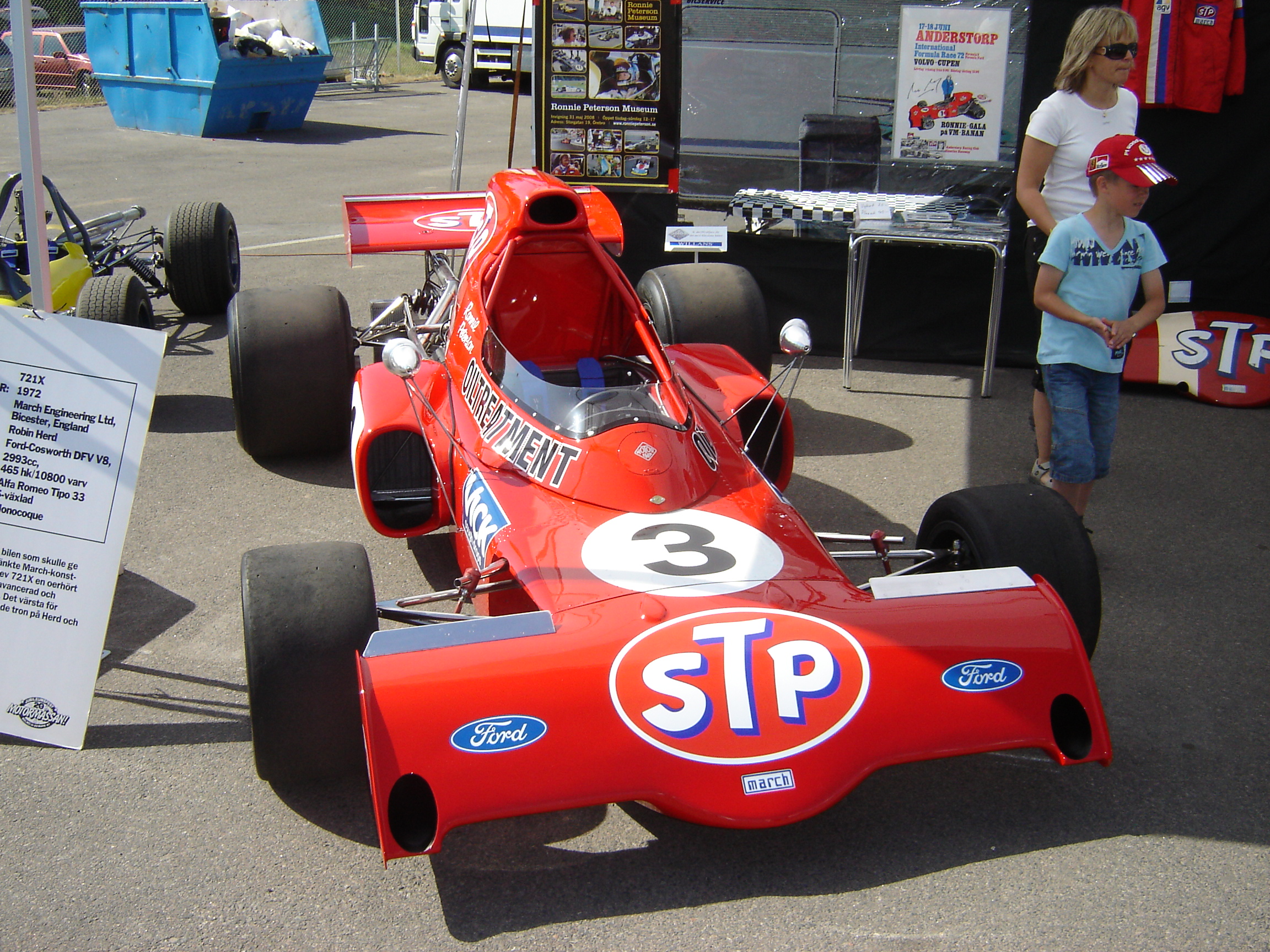
March 721X di Ronnie Peterson

Progettata da Robin Herd e Geoff Ferris, utilizzava un motore Ford Cosworth DFV in configurazione V8 con bancate di 90° dalla cilindrata di 2993 cm³. Nello stesso anno la scuderia tedesca Eifelland Racing ne derivò la Eifelland E21. 
Si trattava di una evoluzione del modello "711" utilizzato l'anno precedente. Successivamente furono sviluppate due evoluzioni, la versione "721X" dotata di motore V8 e cambio trasversale Alfa Romeo.
La vettura venne sostituita dalla "721G", realizzata in soli 9 giorni montando serbatoi più grandi ed il retrotreno della "721" con motore Cosworth V8 sul telaio della "March 722" di formula 2.
Con questa vettura Ronnie Peterson conquistò il terzo posto nel Gran Premio di Germania.